# Marcin Masecki

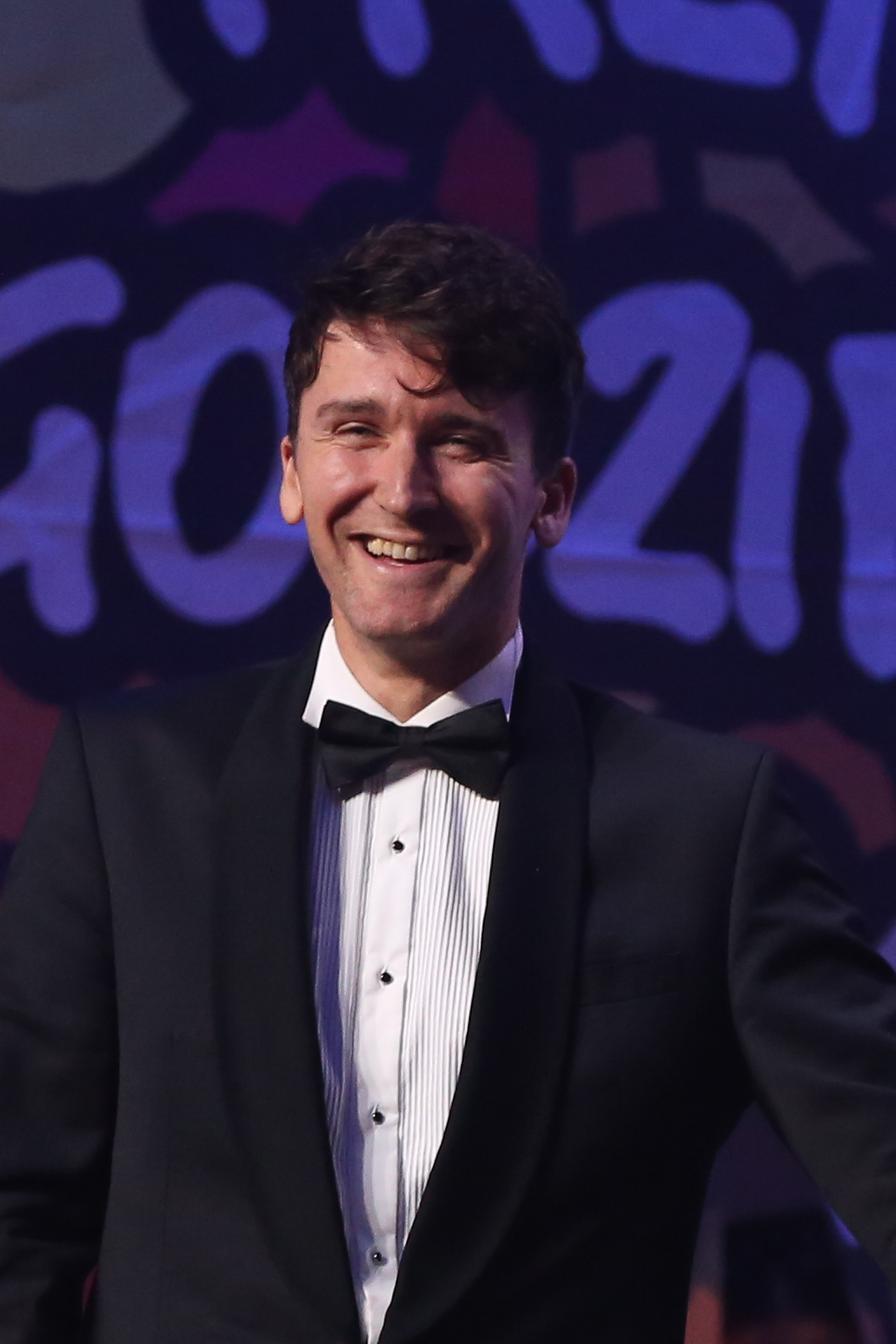
Marcin Masecki (2019)

Marcin Masecki (ur. 6 września 1982 w Warszawie) – polski pianista, wykonujący muzykę jazzową i klasyczną.

## Życiorys
Ukończył Berklee College of Music w Bostonie. Grał m.in. w trio z Wojciechem Pulcynem (kontrabas) i Grzegorzem Grzybem (perkusja), w formacjach Alchemik, z którą nagrał cztery płyty, Alchemik, Sfera Szeptow, Drakula w Bukareszcie i Oxen. W 1998 nagrał płytę Tribute to Marek & Wacek z Andrzejem Jagodzińskim, a w 2000 obaj muzycy wraz z Kwartetem Prima Vista nagrali płytę z muzyką filmową z okresu międzywojennego Gdzie są filmy z tamtych lat. W 2005 wystąpił gościnnie na płycie Czarno widzę zespołu Afro Kolektyw. Współpracował m.in. z takimi artystami jak: Tomasz Stańko, George Garzone, Hal Crook, Dave Samuels, Michał Urbaniak, Wojciech Waglewski, Reni Jusis.
Często gra koncerty solowe i duety między innymi z Candelarią Saenz Valiente (jego żona), perkusistami Ziwem Rawicem, Wojtkiem Soburą (z którym tworzy zespół Wczasowicz Paweł), czy Sebastianem Frankiewiczem. Występuje w trio z Raphaelem Rogińskim (gitara) i Maciem Morettim (perkusja). Ten ostatni skład w 2008 wydał płytę koncertową zatytułowaną 2525252525 (od nazwy klubu, w którym koncert miał miejsce – Chłodna 25 w Warszawie).
Jako solista w repertuarze klasycznym reprezentuje estetykę usterki.
Jest lub był członkiem zespołów:
- TAQ: Marcin Masecki (fortepian), Ziw Rawic (perkusja), Garth Stevenson (kontrabas) – zespół wydał płytę koncertowa Live in Minsk Mazowiecki w 2006.
- PAPIEROSY: Marcin Masecki, Wojtek Traczyk (kontrabas), Sebastian Frankiewicz (perkusja),
- TELEWIZOR: Marcin Masecki, Kamil Szuszkiewicz (trąbka), Wojtek Traczyk, Ziw Rawic
- PARISTETRIS: Marcin Masecki, Candelaria Saenz Valiente, Macio Moretti
- PROFESJONALIZM: Marcin Masecki, Jerzy Rogiewicz (perkusja), Piotr Domagalski (kontrabas), Michał Górczyński (klarnet, saksofon), Tomasz Duda (saksofon) i Kamil Szuszkiewicz (trąbka)

Współpracuje lub współpracował również z zespołami Pink Freud (płyta Alchemia), Muzykoterapia (pierwsza płyta zespołu), Niewinni Czarodzieje, Waglewski Fisz Emade (płyta Męska muzyka); był też pianistą w kwartecie Zbigniewa Wegehaupta, z którym nagrał dwie płyty: Wege oraz Tota.
W 2007 roku wydał solową płytę Mięso oraz koncertową z triem TAQ Live in Mińsk Mazowiecki.
W 2009 wydał dwie płyty: solowa płyta BOB oraz nagrania zespołu Paristetris.
W 2011 z sekstetem Profesjonalizm nagrał płytę Chopin Chopin Chopin. Płytę wydała oficyna Lado ABC.
W 2007, podczas pobytu w Londynie, Masecki rozpoczął pracę nad nagraniem Kunst der Fuge Johanna Sebastiana Bacha. Na początku nagranie miało być wyprodukowane dzięki „cegiełkom”, które każdy mógł kupować, wpłacając na wskazane konto dowolną sumę. Współautorem tego pomysłu był Wojtek Zrałek-Kossakowski. Po zebraniu podstawowej sumy projekt zaczął ewoluować artystycznie i koncepcyjnie. Po kilku latach, za zgodą udziałowców, do produkcji dołączył Narodowy Instytut Audiowizualny oraz niezależne wydawnictwo warszawskie Lado ABC. Ostatecznie Kunst der Fuge została nagrana na fortepianie, przy użyciu starego dyktafonu kasetowego. Tym samym powstało jedno z pierwszych nagrań lo-fi muzyki poważnej. Płytę wydano w 2012.
Wraz z Janem Młynarskim założył Jazz Band Młynarski-Masecki.

## Życie prywatne
Przez pierwszych siedem lat życia mieszkał w Popayán w Kolumbii, gdzie jego ojciec wykładał grę na klarnecie. Przez następne półtora roku w San Francisco. Mówi płynnie po angielsku i hiszpańsku. Uczyła go jego babcia, która przez czterdzieści lat była dyrektorką Szkoły Muzycznej I stopnia nr 4 im. Karola Kurpińskiego w Warszawie. Z pochodzącą z Argentyny żoną Candelarią ma córkę Różę.

## Nagrody i wyróżnienia
| Rok  | Kategoria                                 | Tytułem                                     | Nagroda                                         | Nota      | Źródło |
| ---- | ----------------------------------------- | ------------------------------------------- | ----------------------------------------------- | --------- | ------ |
| 2008 | Jazz                                      | Michał Kulenty, Marcin Masecki – Przesłanie | Fryderyki 2008                                  | Nominacja | [ 6 ]  |
| 2009 | Muzyka rozrywkowa – wydarzenie            | Marcin Masecki                              | Nagroda Muzyczna Programu Trzeciego – „Mateusz” | Nominacja | [ 7 ]  |
| 2012 | Jazzowy kompozytor/aranżer roku           | Marcin Masecki                              | Fryderyki 2012                                  | Nominacja | [ 8 ]  |
| 2013 | Muzyka rozrywkowa – całokształt osiągnięć | Marcin Masecki                              | Nagroda Muzyczna Programu Trzeciego – „Mateusz” | Laur      | [ 9 ]  |
| 2014 | Muzyka popularna                          | Marcin Masecki                              | Paszport „Polityki”                             | Laur      | [ 10 ] |